# سیارک ۷۵۹

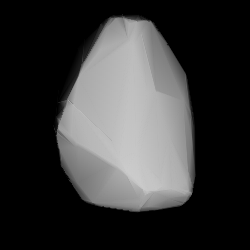
مدل سه‌بُعدی سیارک ۷۵۹ بر طبق منحنی نور آن

سیارک ۷۵۹ (به انگلیسی: 759 Vinifera، نامگذاری:1913SJ) هفتصد و پنجاه و نهمین سیارک کشف شده‌است که در ۲۶ اوت ۱۹۱۳ و در هایدلبرگ کشف شد.
قدر مطلق سیارک برابر ۱۰٫۵۰ است.